# 蓬塔利亚纳
蓬塔利亚纳（西班牙語：Puntallana），是西班牙加那利群岛圣克鲁斯-德特内里费省的一个市镇。总面积35.1平方公里，总人口2429人（2017年），人口密度69人/平方公里。

## 人口
| 蓬塔利亚纳             |
|                        |
| 来源：加那利群岛统计局 |

## 图集

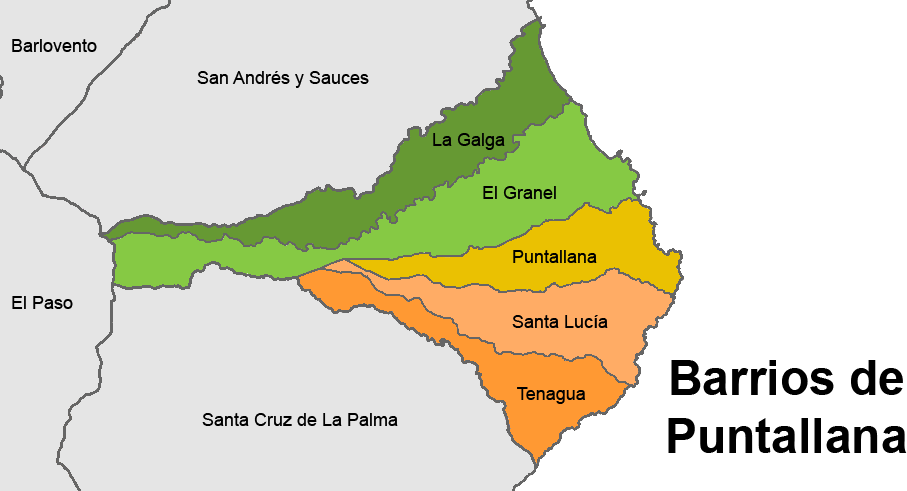
蓬塔利亚纳行政区划
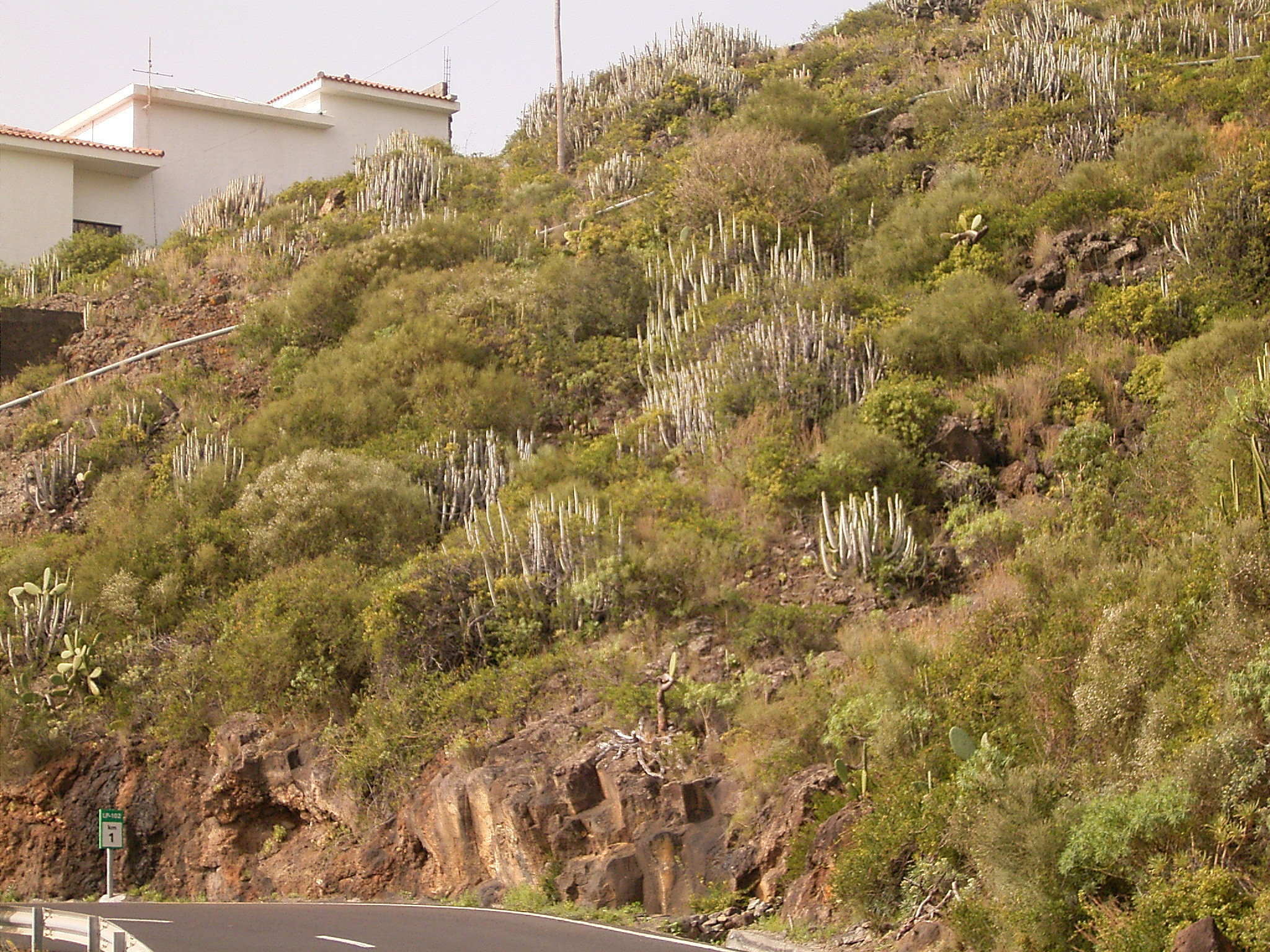
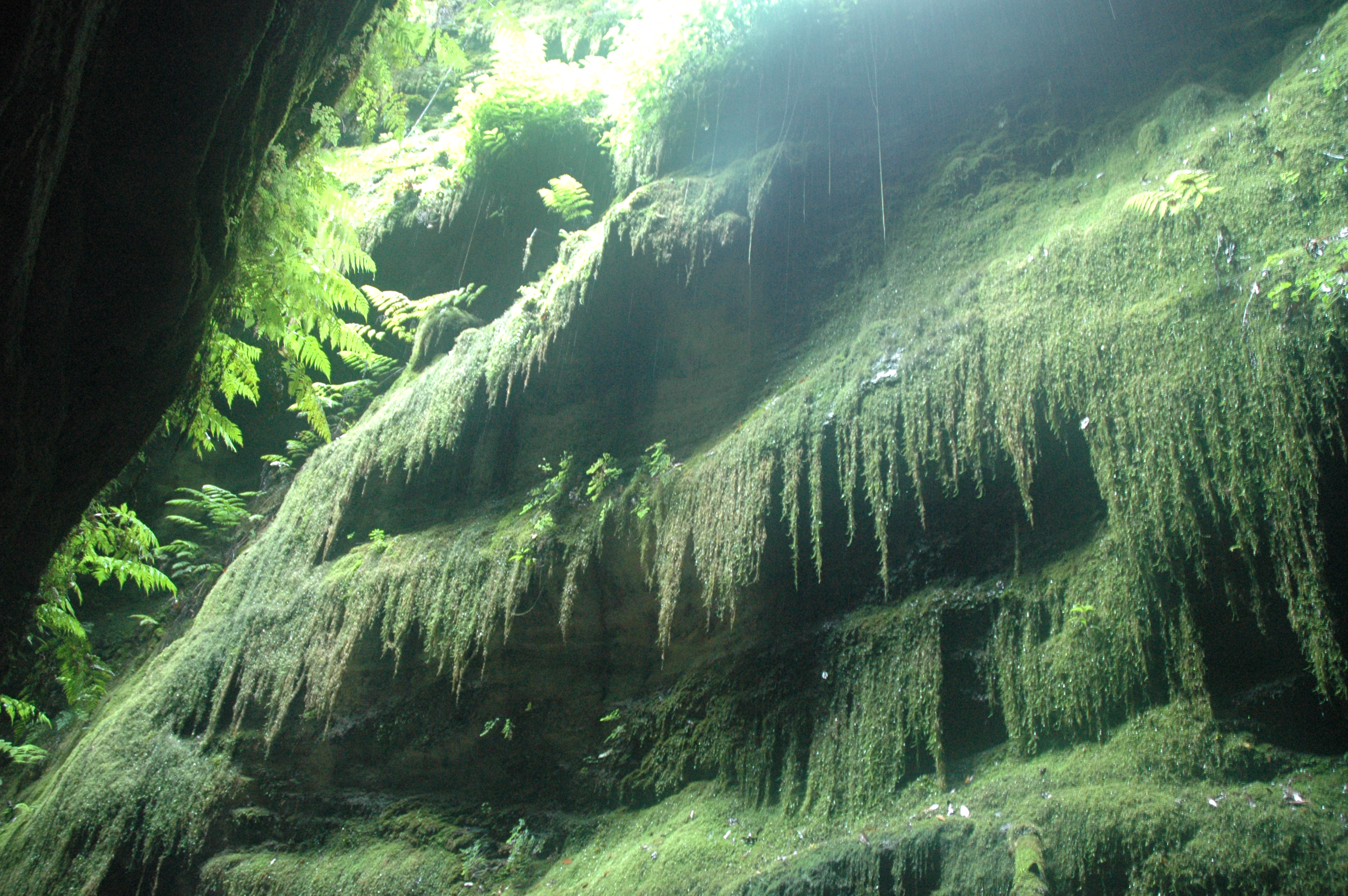
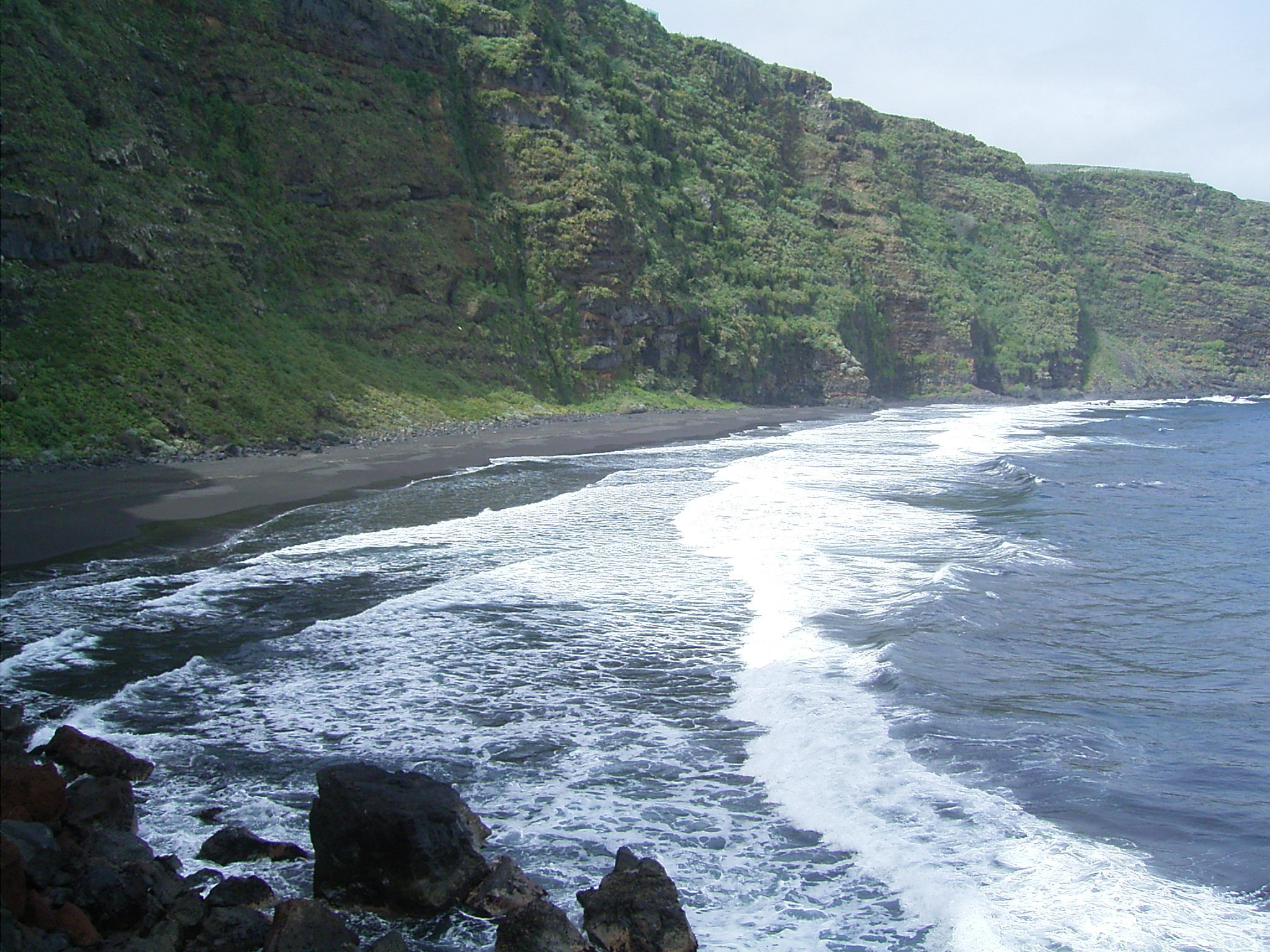